# (541048) 2018 CX4
(541048) 2018 CX4 es un asteroide perteneciente al cinturón de asteroides descubierto el 12 de septiembre de 2009 por el equipo del Spacewatch desde el Observatorio Nacional de Kitt Peak, Arizona, Estados Unidos.

## Designación y nombre
Designado provisionalmente como 2018 CX4.

## Características orbitales
2018 CX4 está situado a una distancia media del Sol de 2,352 ua, pudiendo alejarse hasta 2,723 ua y acercarse hasta 1,982 ua. Su excentricidad es 0,157 y la inclinación orbital 0,902 grados. Emplea 1318,09 días en completar una órbita alrededor del Sol.

## Características físicas
La magnitud absoluta de 2018 CX4 es 17,7. 